# Kenji Matsuda
Kenji Matsuda (松田賢二) (Osaka, Japão, 23 de setembro de 1971), é um ator japonês.

## Filmografia

### Filmes
| Ano  | Título original                                                         | Título em português | Papel             | Observações |
| 1975 | Seishun no Mon                                                          |                     | Shinsuke          |             |
| 2000 | Versus                                                                  |                     | Lider da Yakuza   |             |
| 2002 | Shinobi: The Law of Shinobi                                             |                     | Kagero            |             |
| 2002 | Alive                                                                   |                     | Lider da SWAT     |             |
| 2004 | Shiiku no Heya: Rensa Suru Tane                                         |                     |                   |             |
| 2004 | D.P.                                                                    |                     |                   |             |
| 2004 | Kisu To Kizu                                                            |                     | Yasuo             |             |
| 2005 | Shinobi: Runaway                                                        |                     | Kagero            |             |
| 2005 | flic                                                                    |                     | Oikawa            |             |
| 2005 | Kamen Rider Hibiki to Shichinin no Senki                                |                     | Kamen Rider Touki |             |
| 2005 | Tsurugi                                                                 |                     |                   |             |
| 2005 | Kagiganai                                                               |                     |                   |             |
| 2006 | Color                                                                   |                     |                   |             |
| 2006 | Red Letters                                                             |                     | Matsumoto         |             |
| 2007 | Kansatsu Eien ni Kimi wo Mitsumete                                      |                     | Gen Hashimoto     |             |
| 2008 | Kamen Rider Kiva: Makaijou no Ou                                        |                     | Jiro/Garuru       |             |
| 2009 | Yakusoku no Chi                                                         |                     |                   |             |
| 2009 | Cho Kamen Rider Den-O & Dikeido: Neo Jenereushonzu Onigashima no Senkan |                     | Jiro/Garuru       |             |

### Series
| Ano  | Título original        | Título em português | Papel               | Observações     |
| 2002 | Double Score           |                     |                     | Fuji TV, ep10   |
| 2006 | Itsuwari no Hanazono   |                     | Akihiko Hayasegawa  | Tokai TV        |
| 2007 | Mop Girl               |                     | Yukihiro Kanbayashi | TV Asahi, ep2   |
| 2007 | Hataraki Man           |                     |                     | NTV, ep5        |
| 2008 | Akai Ito               |                     | Koichi Murakoshi    | Fuji TV         |
| 2009 | BOSS                   |                     | Akira Muto          | Fuji TV, ep 8   |
| 2009 | Call Center no Koibito |                     |                     | TV Asahi, ep 7  |
| 2010 | Code Blue 2            |                     |                     | Fuji TV, ep 6-7 |

### Tokusatsu
| Ano  | Título original            | Título em português             | Papel             | Observações        |
| 2005 | Kamen Rider Hibiki         |                                 | Zanki             | TV Asahi           |
| 2008 | Kamen Rider Kiva           |                                 | Jiro/Garuru       | TV Asahi           |
| 2009 | Kamen Rider G              |                                 |                   | TV Asahi           |
| 2009 | Kamen Rider Decade         |                                 | Zanki             | TV Asahi, ep18-19  |
| 2009 | Kamen Rider: Dragon Knight | Kamen Rider: O Cavaleiro Dragão | Grant Staley/Camo | TV Asahi, dublagem |